# 穴沢眞
穴沢 眞（あなざわ まこと、1957年1月 - ）は、日本の経済学者。第11代小樽商科大学学長。大阪府出身。学位は、博士（経済学）（北海道大学）。
専門は経営学・経済政策で、研究分野はアジア経済・国際経済・経済発展である。

## 略歴[1]
- 大阪府立池田高等学校卒業。
- 1980年 北海道大学経済学部経済学科卒業。
- 1985年 北海道大学大学院経済学研究科経営学専攻修士課程修了。
- 1987年 北海道大学大学院経済学研究科経営学専攻博士後期課程退学、北海道大学経済学部助手。
- 1989年 小樽商科大学商学部講師。
- 1990年 小樽商科大学商学部助教授。
- 1997年 小樽商科大学商学部教授。
- 2010年 小樽商科大学国際交流センター長。
- 2014年 小樽商科大学学長特別補佐。
- 2015年 小樽商科大学グローカル戦略推進センターグローカルマネジメント室長。
- 2016年 小樽商科大学国際連携本部長。
- 2020年 第11代小樽商科大学学長。

## 所属学会・協会
- 北海道経済学会
- 国際ビジネス研究学会
- アジア経営学会
- アジア政経学会
- マレイシア経済学会(Malaysian Economic Association)
- 国際経済学会

## 著作

### 単著
- 『発展途上国の工業化と多国籍企業: マレーシアにおけるリンケージの形成』（文眞堂, 2010）

### 共著・共編著
- 『直接投資と工業化 日本・NIES・ASEAN』（小浜裕久編著, 日本貿易振興会, 1992）
- 『新国際分業とアジアの産業』（小林英夫他編著, ミネルヴァ書房, 1998)
- 『アジア国際分業再編と外国直接投資の役割』（丸屋豊二郎編, アジア経済研究所, 2000)
- 『産業リンゲージと中小企業 東アジア電子産業の視点』（小池洋一, 川上桃子編, アジア経済研究所, 2003)
- 『国家の制度能力と産業政策』（黒岩郁夫編, アジア経済研究所, 2004)
- 『東アジアの挑戦 －経済統合・構造改革・制度構築－』（研究双書）（平塚大祐編, アジア経済研究所, 2006)
- 『FTAの政治経済学―アジア・ラテンアメリカ7カ国のFTA交渉』 (アジ研選書 No. 7) （東茂樹編, アジア経済研究所, 2007)
- 『グローバリズムと地域経済 : the 100th anniversary of Otaru University of Commerce 1911-2011』（穴沢眞, 江頭進編, 日本評論社, 2012）
- 『グローバリズムと北海道経済 = Globalism and Hokkaido economy』（穴沢眞, 江頭進編著, ナカニシヤ出版, 2014）
- 『北海道社会の課題とその解決』（小樽商科大学地域経済研究部編, ナカニシヤ出版, 2019）